# Municipio de Jefferson (condado de Crawford)
El municipio de Jefferson (en inglés: Jefferson Township) es un municipio ubicado en el condado de Crawford en el estado estadounidense de Ohio. En el año 2010 tenía una población de 1576 habitantes y una densidad poblacional de 32,19 personas por km².

## Geografía
El municipio de Jefferson se encuentra ubicado en las coordenadas 40°47′8″N 82°48′51″O / 40.78556, -82.81417. Según la Oficina del Censo de los Estados Unidos, el municipio tiene una superficie total de 48.96 km², de la cual 48,75 km² corresponden a tierra firme y (0,44 %) 0,22 km² es agua.

## Demografía
Según el censo de 2010, había 1576 personas residiendo en el municipio de Jefferson. La densidad de población era de 32,19 hab./km². De los 1576 habitantes, el municipio de Jefferson estaba compuesto por el 99,37 % blancos, el 0,06 % eran afroamericanos, el 0,32 % eran asiáticos y el 0,25 % eran de una mezcla de razas. Del total de la población el 0,25 % eran hispanos o latinos de cualquier raza.